# Lager Moschendorf

Denkmal von Fritz Theilmann zur Erinnerung an die Nachkriegszeit des Lagers Moschendorf

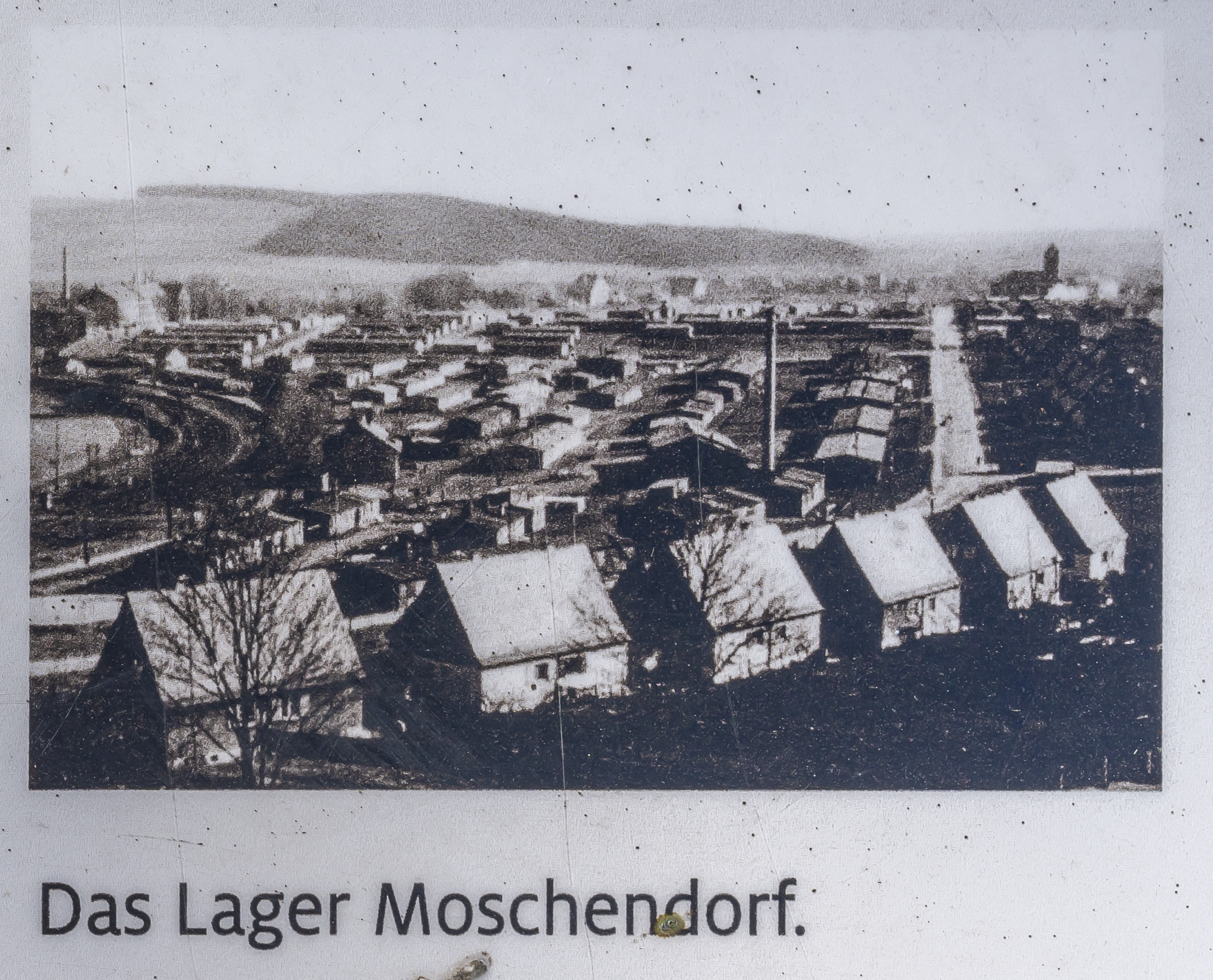
Aufbau des Lagers

Das Lager Moschendorf im Stadtteil Moschendorf der Stadt Hof (Saale) wurde als KZ-Außenlager errichtet und nach Ende des Zweiten Weltkrieges als Flüchtlings- und Grenzdurchgangslager genutzt und ausgebaut.

## Zwangsarbeiterlager, KZ-Außenlager Hof-Moschendorf
Bereits 1941 gab es auf dem Grund der Porzellanfabrik Moschendorf ein Barackenlager für osteuropäische Zwangsarbeiter. Seit dem 3. September 1944 wurden dort KZ-Häftlinge untergebracht, zunächst als eines der 169 KZ-Außenlager des KZ Dachau, dann als Außenlager des KZ Flossenbürg. Die etwa hundert Häftlinge reparierten erbeutete Waffen für die SS. Im März 1945 befanden sich 33 Deutsche, 20 Polen, 14 Russen, ein Jude und weitere Häftlinge aus zehn Nationen im Lager, insgesamt 102 Personen. Lagerleiter war der SS-Sturmbannführer Ludwig Bauer aus Neustadt bei Coburg.
Es sind vier Todesfälle belegt, zwei der Zwangsarbeiter starben an Lungentuberkulose und einer bei einem Arbeitsunfall. Der vierte, ein Jugoslawe, wurde vor den Augen der anderen Häftlinge gehängt, weil er aus Treibriemen Schuhsohlen gefertigt hatte.
Einige Tage vor dem Einmarsch amerikanischer Truppen 1945 wurde das Lager aufgelöst. Ein erheblicher Teil der Häftlinge konnte fliehen, ca. 60 Personen wurden auf einen Todesmarsch in Richtung des KZ Dachau geschickt. Dabei kam es zu einer unbekannten Anzahl von Todesfällen und Morden. Am 14. April 1945 wurde das Lager von den amerikanischen Streitkräften befreit.
1967 gab es ein Ermittlungsverfahren wegen der Tötung des Häftlings, das aber 1973 wieder eingestellt wurde.

## Flüchtlings- und Durchgangslager Moschendorf

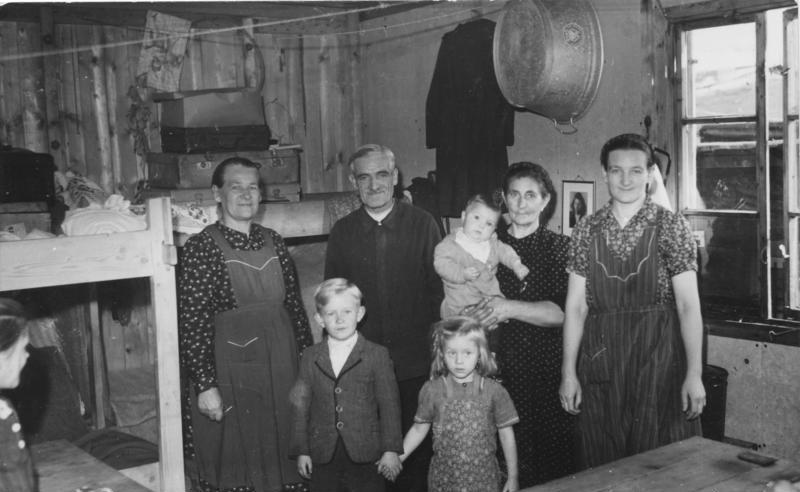
Flüchtlinge im Lager Moschendorf

Das Lager, unmittelbar an der Bahnstrecke Hof–Regensburg zwischen den Bahnhöfen Moschendorf und Hof Hauptbahnhof gelegen, diente nach 1945 als Durchgangslager für Heimatvertriebene und Kriegsheimkehrer. Nach dem Ausbau 1946 konnte das Lager 5000 Menschen aufnehmen, auch Flüchtlinge aus der sowjetischen Besatzungszone, der späteren DDR.
Um die Flüchtlinge und Heimkehrer zu versorgen, gab es umfangreiche Einrichtungen. So war ein eigenes Krankenhaus vorhanden. Für die Kinder wurden Kindergarten und Schule eingerichtet. Es gab einen katholischen Kirchenraum und Kontakt zur nahen evangelischen Auferstehungskirche.
Im April 1957 wurde das Flüchtlingslager Hof-Moschendorf aufgelöst. Der Abbruch der Baracken zog sich bis ins Frühjahr 1962 hin. An der Stelle des ehemaligen Lagers steht heute ein Werk der Textilgruppe Hof.
Ein Denkmal an der Wunsiedler Straße erinnert mit folgender Inschrift an das ehemalige Lager:
„Das Grenzdurchgangs- und Massenlager Moschendorf war hier 1945–1957 Tor zur Freiheit für Hunderttausende Deutsche Kriegsgefangene, Zivilgefangene und Vertriebene des Zweiten Weltkrieges, die aus den Weiten des Ostens kamen. Mahnen soll diese Stätte, die Gewalt zu verdammen, dem Hass zu entsagen, der Versöhnung zu dienen und den Frieden in Freiheit zu wahren.“
Das Denkmal des Bildhauers Fritz Theilmann wurde 1980 vom Verband der Heimkehrer (Landesverband Bayern und Kreisverband Hof) mit Unterstützung der Stadt Hof (Saale) errichtet.